# Regent Reef
Das Regent Reef (aus dem Englischen sinngemäß übersetzt Herrscherriff) ist ein Riff aus unter dem Meeresspiegel liegenden bzw. zeitweilig vom Meer überspülten Klippenfelsen in der Marguerite Bay vor der Fallières-Küste des Grahamlands auf der Antarktischen Halbinsel. Es liegt am nordöstlichen Ende der Dion-Inseln vor dem südlichen Ende der Adelaide-Insel.
Eine hydrographische Einheit der Royal Navy nahm 1963 Vermessungen vor. Das UK Antarctic Place-Names Committee benannte es 1964 in Anlehnung an die Benennung umliegender Inseln, deren Namen sich von Begrifflichkeiten eines Hofstaats ableiten.